# Єжиково (Познанський повіт)
Єжиково (пол. Jerzykowo) — село в Польщі, у гміні Победзиська Познанського повіту Великопольського воєводства.
Населення — 1213 осіб (2011).
У 1975-1998 роках село належало до Познанського воєводства.

## Демографія
Демографічна структура станом на 31 березня 2011 року:
|          | Загалом | Допрацездатний вік | Працездатний вік | Постпрацездатний вік |
| -------- | ------- | ------------------ | ---------------- | -------------------- |
| Чоловіки | 581     | 129                | 396              | 56                   |
| Жінки    | 632     | 133                | 382              | 117                  |
| Разом    | 1213    | 262                | 778              | 173                  |